# فيرخان شجاع الدين
سيدنا فيرخان شجاع الدين (تُوفي في 9 ذو القعدة 1065 هـ الموافق 1657 م، في أحمد آباد، بالهند) كان الداعي المطلق الثالث والثلاثين (المبشر المطلق) لطائفة البهرة الداوودية من الإسلام الإسماعيلي المستعلي. خلف الداعي الثاني والثلاثين سيدنا قطب الدين شهيد في المنصب الديني. وأصبح الداعي المطلق سنة 1056هـ (1648م)، وكانت فترة دعوته من 1056-1065هـ (1648-1657م).

## العائلة
كان اسم والده ملك شاه، وتزوج في سن السابعة عشرة.

## الحياة
كان سيدنا فيرخان شغوفًا بتحصيل العلم منذ صغره، وكان يحضر دروس الداعي الثامن والعشرون سيدنا الشيخ آدم صفي الدين.
سجنه السلطان المغولي أورنكزيب عالمكير في أورنك آباد. بعد ذلك، نُقل إلى لاهور ووُضع في إسطبل، والذي اشتعلت فيه النيران في الليلة التالية ودُمر بالكامل باستثناء الزنزانة التي كان يُحتجز فيها سيدنا. وُجد سالمًا في الصباح. اعتقد الجميع أن الحريق كان بسبب أسره. وبأمر إمبراطوري، أُجبر أورنكزيب على إطلاق سراح سيدنا ومنحه عودة آمنة ومشرفة إلى أحمد آباد عام 1647 م.
في عهد سيدنا فيرخان شجاع الدين، نشأت طائفة منشقة تُدعى "الجماعية"، بقيادة أحمد بن فاتح محمد، ويوسف بن تشاند جي، وتشاند ميا أبو جي. في عام 1654 م، عُيّن مراد بخش حاكمًا لولاية كجرات. واعتقل سيدنا فيرخان بتحريض من أحمد، وأُطلق سراحه بعد ذلك بوقت قصير.

## الوفاة

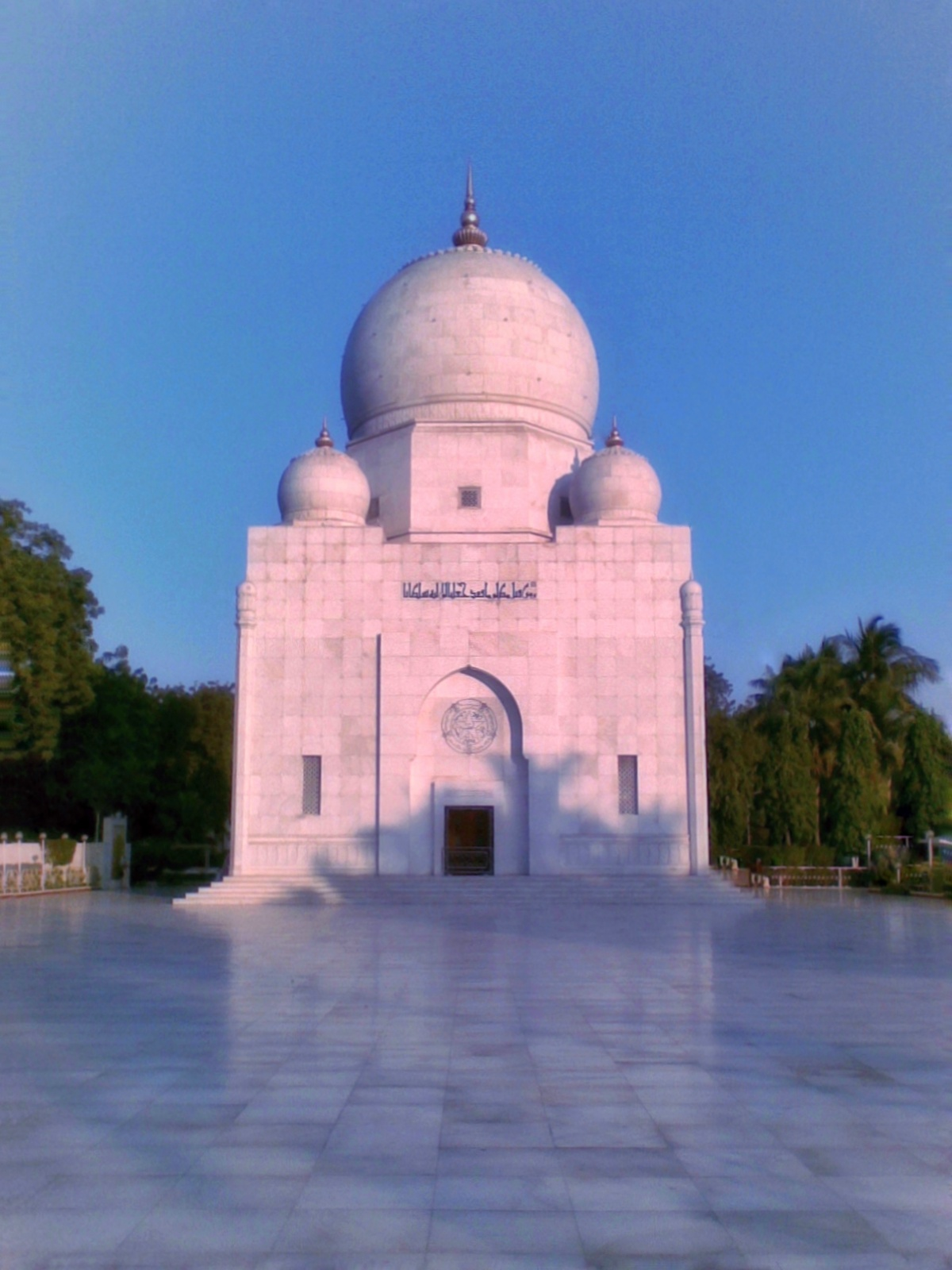
مزار قطبي في أحمد آباد حيث دُفن فيرخان

تُوفي سيدنا فيرخان شجاع الدين في 9 ذي القعدة 1065 هـ (1657 م) نتيجة آلام في البطن.